# Keppisaari
Keppisaari är en ö i Finland. Den ligger i Paro och i kommunen Jorois i den ekonomiska regionen  Pieksämäki ekonomiska region  och landskapet Södra Savolax, i den södra delen av landet, 270 km nordost om huvudstaden Helsingfors. Öns area är 9,7 hektar och dess största längd är 0,6 kilometer i öst-västlig riktning.  En del av ön kallas Kellosaari.